# Club Baloncesto Málaga 2009-2010
Questa voce raccoglie le informazioni riguardanti il Club Baloncesto Málaga nelle competizioni ufficiali della stagione 2009-2010.

## Stagione
La stagione 2009-2010 del Club Baloncesto Málaga è la 18ª nel massimo campionato spagnolo di pallacanestro, la Liga ACB.

## Roster
Aggiornato al 19 marzo 2022.
| Unicaja Málaga 2009-10 | Unicaja Málaga 2009-10 |
| Giocatori              | Staff tecnico          |
| ---------------------- | ---------------------- |

| N. | Naz.                                                | Ruolo | Nome                | Anno | Alt.   | Peso   |  |
| -- | --------------------------------------------------- | ----- | ------------------- | ---- | ------ | ------ |  |
| 00 | Stati Uniti (bandiera) · Montenegro (bandiera)      | P     | Omar Cook           | 1982 | 185 cm | 86 kg  |  |
| 4  | Francia (bandiera)                                  | P     | Joseph Gomis        | 1978 | 180 cm | 76 kg  |  |
| 5  | Spagna (bandiera)                                   | AP    | Berni Rodríguez (C) | 1980 | 197 cm | 92 kg  |  |
| 6  | Brasile (bandiera) · Spagna (bandiera)              | P     | Rafael Luz          | 1992 | 188 cm | 84 kg  |  |
| 7  | Grecia (bandiera)                                   | AG    | Giōrgos Printezīs   | 1985 | 206 cm | 105 kg |  |
| 8  | Stati Uniti (bandiera)                              | G     | Taquan Dean         | 1983 | 193 cm | 88 kg  |  |
| 8  | Stati Uniti (bandiera)                              | P     | Zabian Dowdell      | 1984 | 191 cm | 88 kg  |  |
| 9  | Rep. Ceca (bandiera)                                | AP    | Jiří Welsch         | 1980 | 201 cm | 95 kg  |  |
| 10 | Spagna (bandiera)                                   | A     | Carlos Jiménez      | 1976 | 204 cm | 100 kg |  |
| 11 | Stati Uniti (bandiera)                              | P     | Pooh Jeter          | 1983 | 179 cm | 79 kg  |  |
| 12 | Spagna (bandiera)                                   | G     | Miki Servera        | 1992 | 196 cm | 90 kg  |  |
| 13 | Stati Uniti (bandiera)                              | P     | Juan Dixon          | 1978 | 191 cm | 74 kg  |  |
| 14 | Stati Uniti (bandiera)                              | G     | Gary Neal           | 1984 | 193 cm | 95 kg  |  |
| 15 | Bosnia ed Erzegovina (bandiera) · Spagna (bandiera) | C     | Nedžad Sinanović    | 1983 | 221 cm | 110 kg |  |
| 16 | Spagna (bandiera)                                   | AG    | Guillem Rubio       | 1982 | 202 cm | 102 kg |  |
| 17 | Brasile (bandiera) · Spagna (bandiera)              | C     | Augusto Lima        | 1991 | 208 cm | 110 kg |  |
| 19 | Regno Unito (bandiera)                              | C     | Joel Freeland       | 1987 | 210 cm | 110 kg |  |
| 20 | Stati Uniti (bandiera) · Georgia (bandiera)         | P     | Shammond Williams   | 1975 | 185 cm | 90 kg  |  |
| 21 | Regno Unito (bandiera)                              | C     | Robert Archibald    | 1980 | 211 cm | 113 kg |  |
| 22 | Stati Uniti (bandiera)                              | AG    | Larry Lewis         | 1969 | 201 cm | 102 kg |  |
| 34 | Spagna (bandiera)                                   | AP    | Saúl Blanco         | 1985 | 196 cm | 95 kg  |  |

| Allenatore                                                                                  |
| - Aíto García                                                                               |
| Assistente/i                                                                                |
| - Joaquim Costa - Ángel Sánchez-Cañete Legenda - (C) Capitano - (IN) Inattivo - Infortunato |

## Mercato

### Sessione estiva
| Acquisti | Acquisti          | Acquisti         | Acquisti   | Acquisti |
| R.a      | Nome              | da               | Modalità   |          |
| -------- | ----------------- | ---------------- | ---------- | -------- |
| AG       | Guillem Rubio     | Manresa          | definitivo |          |
| AP       | Saúl Blanco       | Fuenlabrada      | definitivo |          |
| C        | Joel Freeland     | Gran Canaria     | definitivo |          |
| G        | Taquan Dean       | Murcia           | definitivo |          |
| AG       | Giōrgos Printezīs | Olympiakos       | definitivo |          |
| P        | Pooh Jeter        | Minorca          | definitivo |          |
| C        | Nedžad Sinanović  | Atapuerca Burgos | definitivo |          |
| G        | Miki Servera      | Maiorca          | definitivo |          |

| Cessioni | Cessioni        | Cessioni          | Cessioni       | Cessioni |
| R.       | Nome            | a                 | Modalità       |          |
| -------- | --------------- | ----------------- | -------------- | -------- |
| C        | Germán Gabriel  | Estudiantes       | fine contratto |          |
| AG       | Marcus Haislip  | San Antonio Spurs | fine contratto |          |
| GA       | Thomas Kelati   | Olympiakos        | fine contratto |          |
| P        | Carlos Cabezas  | Chimki            | fine contratto |          |
| C        | Boniface Ndong  | Barcellona        | fine contratto |          |
| C        | Vitor Faverani  | Murcia            | fine contratto |          |
| GA       | Jon Cortaberría | Fuenlabrada       | fine contratto |          |
| C        | Paulão Prestes  | Murcia            | fine contratto |          |
| P        | Rai López       | San Sebastián     | prestito       |          |

### Dopo l'inizio della stagione
| Acquisti | Acquisti          | Acquisti      | Acquisti         | Acquisti   |
| R.       | Nome              | da            | Data             | Modalità   |
| -------- | ----------------- | ------------- | ---------------- | ---------- |
| P        | Shammond Williams | Free agent    | 12 novembre 2009 | definitivo |
| AG       | Larry Lewis       | Free agent    | 16 novembre 2009 | definitivo |
| P        | Juan Dixon        | Free agent    | 14 gennaio 2010  | definitivo |
| P        | Zabian Dowdell    | Tulsa 66ers   | 20 gennaio 2010  | definitivo |
| G        | Gary Neal         | Pall. Treviso | 6 aprile 2010    | definitivo |

| Cessioni | Cessioni          | Cessioni       | Cessioni         | Cessioni       |
| R.       | Nome              | a              | Data             | Modalità       |
| -------- | ----------------- | -------------- | ---------------- | -------------- |
| C        | Nedžad Sinanović  | Axarquía       | ottobre 2009     | prestito       |
| P        | Pooh Jeter        | H. Gerusalemme | 10 novembre 2009 | rescissione    |
| AG       | Larry Lewis       | Manresa        | 16 dicembre 2009 | fine contratto |
| P        | Shammond Williams | Free agent     | 13 gennaio 2010  | fine contratto |
| G        | Taquan Dean       | Saski Baskonia | 24 gennaio 2010  | rescissione    |
| P        | Juan Dixon        | Free agent     | 12 febbraio 2010 | rescissione    |